# アセンズ郡 (オハイオ州)
アセンズ郡（英: Athens County）は、アメリカ合衆国オハイオ州の南東部に位置する郡である。2010年国勢調査での人口は64,757人であり、2000年の62,223人から4.1%増加した。郡庁所在地はアセンズ市（人口23,832人）であり、同郡で人口最大の都市でもある。
アセンズ郡はその全体でアセンズ小都市圏を構成している。1805年にワシントン郡から分離して設立され、郡名は1804年にオハイオ州最初の州立大学であるオハイオ大学が郡内に設立されたことから、古代の学術の中心だったギリシャのアテネから採られた。

## 地理
アメリカ合衆国国勢調査局に拠れば、郡域全面積は508.44平方マイル (1,316.9 km2)であり、このうち陸地503.60平方マイル (1,304.3 km2)、水域は4.84平方マイル (12.5 km2)で水域率は0.95%である。
アセンズ郡はアレゲニー山地の氷河作用を受けていない地域にある。急な勾配の岩が多い丘陵があり、標高差は150フィート (45 m) から400フィート (120 m) となる。水流によって深く抉られており、その多くはティーズ川流域の名残である。郡内の大半はホッキング川流域にあり、小部分がシェイド川とラクーン・クリークの流域に入っている。ホッキング川は郡内の未編入村であるホッキングポートでオハイオ川と合流している。

### 隣接する郡
- ペリー郡 - 北
- モーガン郡 - 北東
- ワシントン郡 - 東
- ウッド郡 (ウェストバージニア州) - 南東

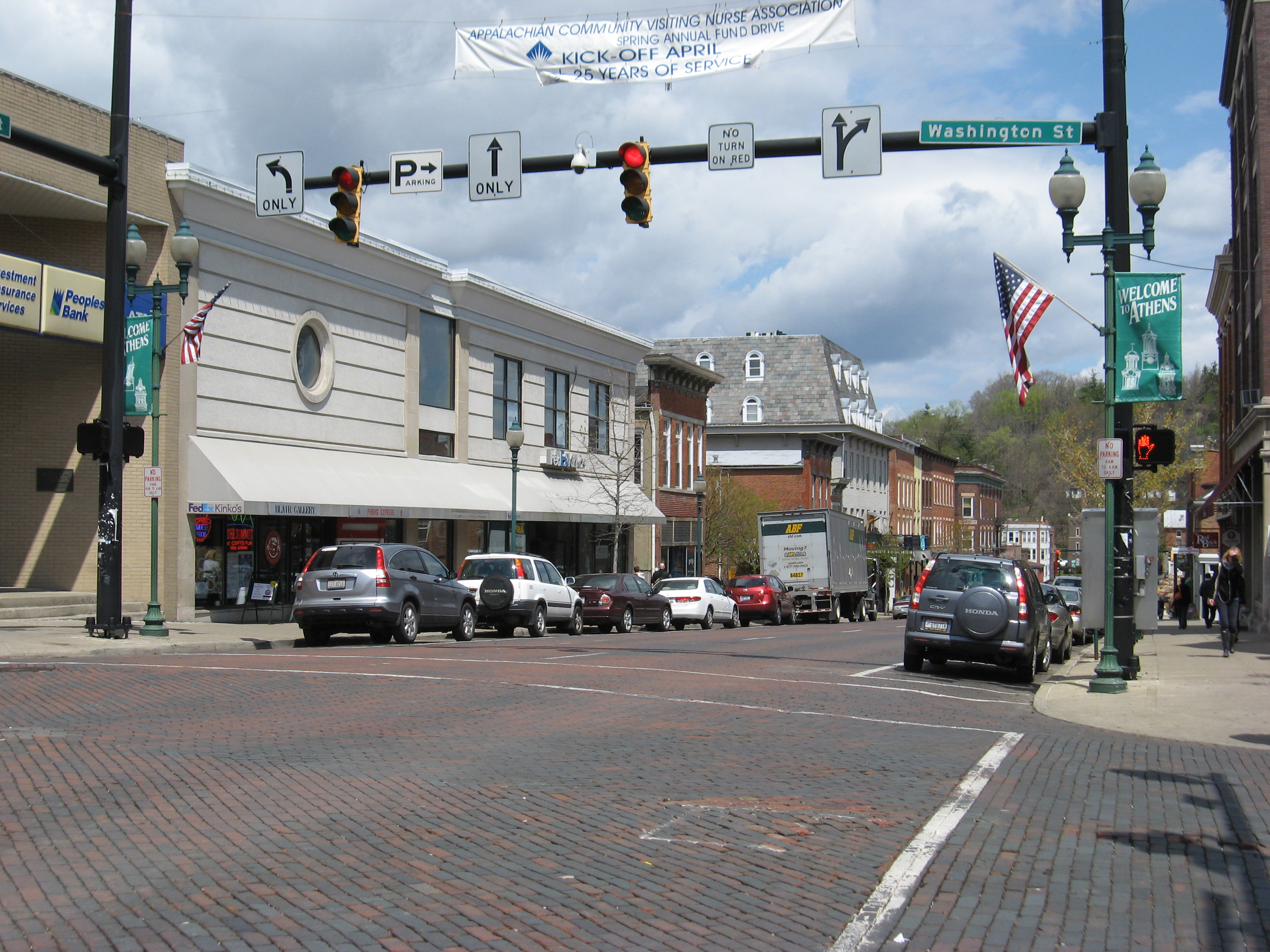
アセンズ市アップタウンのメインストリート、コート通り

- メグズ郡 - 南
- ビントン郡 - 西
- ホッキング郡 - 北西

## 経済
郡内最大の雇用主はオハイオ大学である。その他の雇用主としては、アパラチアン行動医療管理、ホッキング・カレッジ、ダイグノスティック・ハイブリッド、オーブルネス記念病院、ロッキー・ブランド、ウェイン国立の森があり、また増加しつつある小売店やレストランがある。地方政府、教育学区、非営利団体も多くの住人を雇用している。
かつて最初に生じた大規模産業は製塩だった。石炭鉱業と木材伐採業も大きな役割を果たし、さらに精神疾患の医療と看護も経済に貢献した。
石炭鉱業はその最盛期から急激に衰退した。トリンブル郡区グロスターの北にあるバッキンガム石炭が唯一残っている炭坑である。郡内の幾つかの石切場では砂利や石灰岩も採掘されている。生産中の石油や天然ガスの井戸は少ない。
林業は民間でも公共部門でも郡経済に貢献し続けている。ウェイン国立の森の本部はアセンズとネルソンビルの間にある。
農業と市場向け野菜栽培は繁盛している。大型農場は牛肉と酪製品の生産に特化している。屋外市場であるアセンズ農業市場は人気を高め続けている。夏季には地元で採れた有機栽培作物が豊富に見られる。
観光業も郡経済では大きく、成長を続けている要素である。地域では音楽の中心であり、多くの芸術と工作の事業がある。多くの観光客は自然資源と豊富な野生生物に惹かれて来る。狩猟と釣りが人気のあるアウトドア活動である。アセンズやネルソンビルとその間には舗装された自転車道が19マイル (30 km) 以上ある。特に州立公園や国有林の中ではハイキングやマウンテンバイクが人気がある。
高等教育も郡経済の基盤であり続けている。郡住人の4分の1以上がホッキング・カレッジあるいはオハイオ大学に通うかあるいは働いている。

## 人口動態
以下は2000年国勢調査による人口統計データである。
| 基礎データ - 人口: 62,223人 - 世帯数: 22,501 世帯 - 家族数: 12,713 家族 - 人口密度: 47人/km2（123人/mi2） - 住居数: 24,901軒 - 住居密度: 19軒/km2（49軒/mi2） 人種別人口構成 - 白人: 93.48% - アフリカン・アメリカン: 2.39% - ネイティブ・アメリカン: 0.28% - アジア人: 1.90% - 太平洋諸島系: 0.023% - その他の人種: 0.36% - 混血: 1.56% - ヒスパニック・ラテン系: 1.03% 先祖による構成 - ドイツ系：21.4% - アメリカ人：13.9% - アイルランド系：12.9% - イギリス系：11.1% - イタリア系：5.6% | 年齢別人口構成 - 18歳未満: 18.3% - 18-24歳: 30.7% - 25-44歳: 23.7% - 45-64歳: 18.0% - 65歳以上: 9.3% - 年齢の中央値: 26歳 - 性比（女性100人あたり男性の人口） - 総人口: 95.6 - 18歳以上: 93.3 世帯と家族（対世帯数） - 18歳未満の子供がいる: 26.4% - 結婚・同居している夫婦: 43.5% - 未婚・離婚・死別女性が世帯主: 9.2% - 非家族世帯: 43.5% - 単身世帯: 28.3% - 65歳以上の老人1人暮らし: 8.3% - 平均構成人数 - 世帯: 2.40人 - 家族: 2.92人 収入と家計 - 収入の中央値 - 世帯: 27,322米ドル - 家族: 39,785米ドル - 性別 - 男性: 30,776米ドル - 女性: 23,905米ドル - 人口1人あたり収入: 14,171米ドル - 貧困線以下 - 対人口: 27.4% - 対家族数: 14.0% - 18歳未満: 21.2% - 65歳以上: 12.9% |

## 郡区

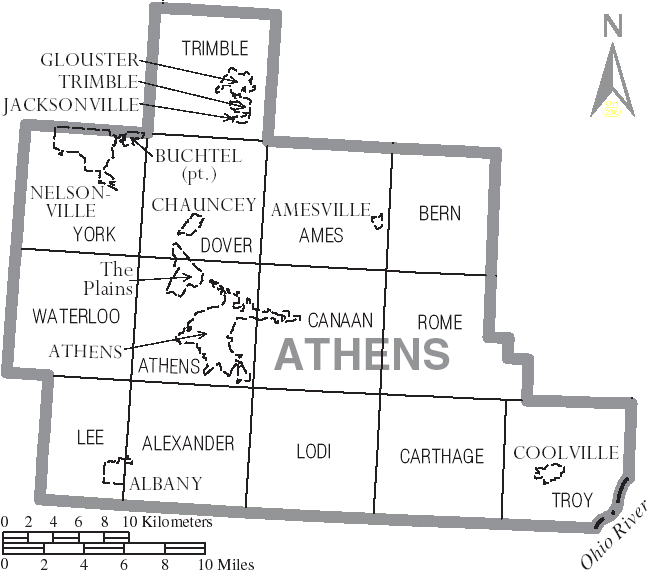
アセンズ郡図

アセンズ郡は下記14の郡区に分割されている。
| - アレクサンダー - エイムズ - アセンズ - バーン | - カナーン - カーシージ - ドーバー - リー | - ローダイ - ローム - トリンブル | - トロイ - ウォータールー - ヨーク |

## 都市
- アセンズ - 郡庁所在地
- ネルソンビル

### 村
| - オルバニー - エイムズビル - バクテル - ショーンシー | - クールビル - グロスター - ジャクソンビル - トリンブル |

### 国勢調査指定地域
- ザ・プレーンズ

### 未編入の町
| - ビーブ - カナーンビル - カーボンデール - ドーンビル - エンタープライズ - フロスト - ガイズビル | - ヒバーズビル - ホッキングポート - インペリアル - キルバート - ミルフィールド - ミネラル - ニューイングランド | - ニューフラッドウッド - ニューマーシュフィールド - レッドタウン - シェイド - シャープスバーグ - スチュワート |

## 教育

### 高等教育機関
ネルソンビル市にはホッキング・カレッジが、アセンズ市にはオハイオ大学がある。

### 公共教育学区
郡内には下記5つの教育学区がある。
- アレクサンダー・ローカル教育学区
- アセンズ市教育学区
- フェデラル・ホッキング・ローカル教育学区
- ネルソンビル・ヨーク市教育学区
- トリンブル・ローカル教育学区

### 図書館
郡内にはアセンズ郡公共図書館があり、オルバニー、アセンズ、ショーンシー、クールビル、グロスター、ネルソンビル、ザ・プレーンズにはその支所がある。

## メディア
新聞
- ジ・アセンズ・メッセンジャー、ブラウン出版社が発行する日刊紙、他に週刊タブロイド判の「アセンズ・インサイダー」も発行されている
- ジ・アセンズ・ニューズ、無料隔週刊タブロイド
- ザ・ポスト、オハイオ大学の学生新聞
- ザ・スパイア、ホッキング・カレッジの学生新聞、発行は不定期

テレビ局はオハイオ大学に公共放送サービス契約局がある。
ラジオ局は、営利・非営利合わせ、FMが6局、AMが3局ある。

## 公有地

### 国有地
- ベルビル・ロック・アンド・ダム公有アクセス地域、トロイ郡区
- トム・ジェンキンス・ダム、バーオーク州立公園、トリンブル郡区
- ウェイン国立の森、ドーバー、ヨーク、トリンブル、カナーン各郡区

### 州有地
- バーオーク州立公園
- ストラウズラン州立公園
- アカディアクリフス州立自然保護区
- フォックス湖野生生物地域
- ウォータールー野生生物研究所
- マリー・J・デソニア州立自然保護区
- リドル州立自然保護区
- ギフォード州有林
- ウォータールー州有林
- ザレスキ州有林

### 郡有地
- ファーンデール公園
- 郡立農場
- ホックホッキング・アデナ自転車道
- ムーンビル鉄道跡トレイル